# Barbara Stollberg-Rilinger

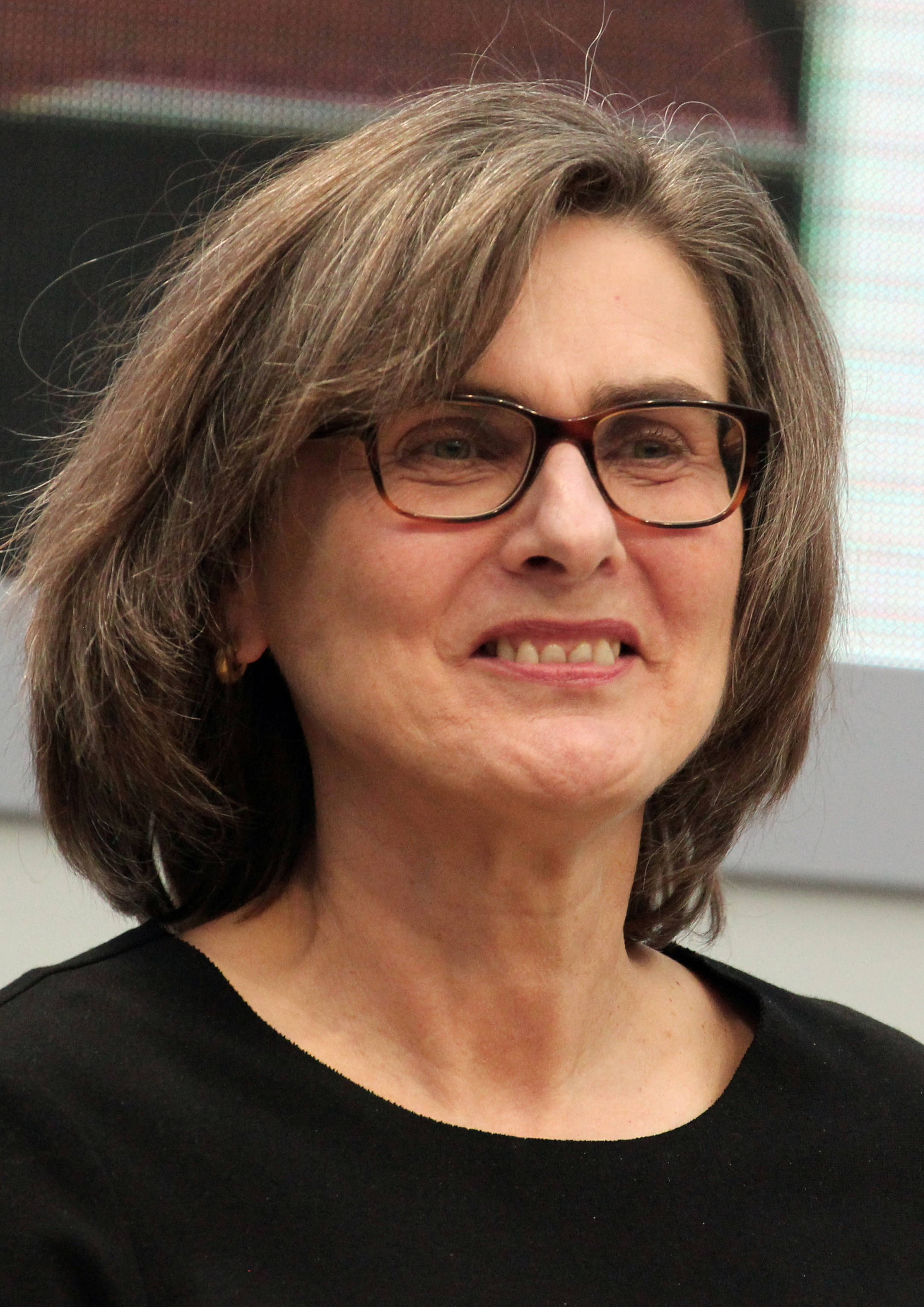
Barbara Stollberg-Rilinger auf der Leipziger Buchmesse 2017

Barbara Stollberg-Rilinger (geborene Stollberg; * 17. Juli 1955 in Bergisch Gladbach) ist eine deutsche Historikerin. Sie erforscht vor allem die Frühe Neuzeit und bekleidete von 1997 bis 2018 den Lehrstuhl für Geschichte der Frühen Neuzeit an der Universität Münster. Seit September 2018 ist sie Rektorin des Wissenschaftskollegs zu Berlin.
Stollberg-Rilinger gehört zu den maßgeblichen Vertretern einer Forschung, die die Verfassungsgeschichte des Heiligen Römischen Reiches anhand symbolisch-ritueller Formen der Kommunikation untersucht. Ihre Arbeiten zu Ritualen, symbolischer Kommunikation und Zeremoniell haben die Forschungen zur Herrschaftsausübung in der Vormoderne wesentlich beeinflusst. Sie zählt zu den bedeutendsten Historikern der Frühneuzeitgeschichte in Deutschland.

## Leben
Barbara Stollberg legte das Abitur im Mai 1974 ab. Sie studierte von Oktober 1974 bis Juli 1980 an der Universität zu Köln Germanistik, Geschichte und Kunstgeschichte. Ihr Erstes Staatsexamen für das Lehramt an Gymnasien in Deutsch und Geschichte legte sie im Mai 1980 ab. Ihr akademischer Lehrer war Johannes Kunisch. Von ihm wurde ihr Interesse auf das Heilige Römische Reich Deutscher Nation gelenkt, das sie seitdem schwerpunktmäßig erforscht. Sie wurde 1985 promoviert mit dem Thema Der Staat als Maschine. Zur politischen Metaphorik des absoluten Fürstenstaats. Von 1992 bis 1996 war sie in Kindererziehungszeit. Im Februar 1994 habilitierte sie sich ebenfalls in Köln in Neuerer Geschichte mit einer Arbeit über das Thema Vormünder des Volkes?, in der sie Konzepte landständischer Repräsentation in der Spätphase des Alten Reiches untersuchte.
Sie übernahm 1996 in Vertretung eine C 3-Professur am Historischen Seminar der Universität zu Köln und wurde 1997 auf eine C 4-Professur für Geschichte der Frühen Neuzeit am Historischen Seminar der Universität Münster berufen. Zusammen mit Gerd Althoff und weiteren Wissenschaftlern begründete sie in Münster den Sonderforschungsbereich 496 „Symbolische Kommunikation und gesellschaftliche Wertesysteme vom Mittelalter bis zur Französischen Revolution“. Dabei übernahm sie das Teilprojekt „Zur symbolischen Konstituierung von Stand und Rang in der Frühen Neuzeit“. Von 2011 bis 2015 war sie in Münster Sprecherin des Exzellenzclusters „Religion und Politik in den Kulturen der Vormoderne und der Moderne“. Im Juli 2017 wurde Stollberg-Rilinger zur neuen Rektorin des Wissenschaftskollegs zu Berlin gewählt und hat dieses Amt zum 1. September 2018 als Nachfolgerin von Luca Giuliani übernommen. Sie betreute über dreißig Dissertationen. Zu ihren bedeutendsten akademischen Schülern gehören Antje Flüchter, Marian Füssel und André Krischer.
Im Jahr 1980 heirateten Barbara Stollberg und der Althistoriker Rolf Rilinger (1942–2003). Der Ehe entstammen zwei Söhne.

## Forschungsschwerpunkte
Ihr Forschungsschwerpunkt ist die Geschichte der Frühen Neuzeit. Der Schwerpunkt in der Arbeit liegt in den politischen und kulturellen Bewegungen in Europa im 17. und 18. Jahrhundert. Stollberg-Rilinger gilt als führende Expertin der politischen Theorie, Publizistik und juristischen Literatur des 17. und 18. Jahrhunderts. In ihrer Dissertation geht sie der Bedeutung der Metaphorik für die politische Theorie nach. Unter der Annahme, dass „politische Theorie [...] zu keiner Zeit ohne Metaphern ausgekommen“ ist, versucht sie „das deutsche politische Denken des 18. Jahrhunderts von seiner Vorliebe für die Metapher der Staatsmaschine her zu charakterisieren“.
Für ein besseres Verständnis der vormodernen Ständegesellschaft hat sie Ritualen und Symbolen größere Bedeutung eingeräumt. Sie hat sich für eine Befruchtung der traditionellen Politik- und Verfassungsgeschichte durch den kulturalistischen Ansatz ausgesprochen, besonders für die Geschichte des Heiligen Römischen Reiches. Der Ansatz der neuen Kulturgeschichte wurde von der traditionellen Politik- und Verfassungsgeschichte bislang wenig beachtet. Nach Stollberg-Rilinger war die „symbolisch-zeremonielle Inszenierung der Reichsordnung von substantieller Bedeutung für das Funktionieren des Reichsverbands als Handlungsgeflecht und Orientierungssystem“. Sie begründete dies mit vier Strukturmerkmalen des Reiches, das Recht durch gewohnheitliche Praxis, der geringe „Generalisierungs- und Abstraktionsgrad der Normen der Reichsverfassung“, die Tatsache, „daß soziale und politische Ordnung noch nicht voneinander getrennt waren“ und die lockere und vor allem je nach Gewicht seiner Glieder unterschiedlich ausgeprägte politische Integration und der Mangel einer zentralen, von den Einzelgliedern unabhängigen Exekutionsgewalt.
In ihrer 2008 veröffentlichten Darstellung Des Kaisers alte Kleider geht es ihr um „die zentralen feierlichen Akte und Verfahren, in denen ‚das Reich‘ als Ganzes handelnd in Erscheinung trat“. Für Stollberg-Rilinger besitzen symbolisch-rituelle Akte im frühneuzeitlichen Verfassungsleben des Heiligen Römischen Reiches einen hohen Stellenwert. Symbolisch-rituelle Handlungen sieht sie geradezu als „ein vormodernes Äquivalent für die geschriebene Verfassung der Moderne“ an. In ihrer Darstellung analysierte sie das Verhältnis von „Verfassungsgeschichte und Symbolsprache des Alten Reiches“ an zentralen Reichstagsereignissen und an der Königs- bzw. Kaiserwahl und -krönung. In ihrer Untersuchung standen vier für die Entwicklung der Reichsverfassung bedeutende Ereignisse im Blickpunkt: der Wormser Reichstag von 1495, der Augsburger Reichstag von 1530, der erste Reichstag nach dem Westfälischen Frieden in Regensburg 1653/54 und die Jahre um die Nachfolge Josephs II. auf dem Kaiserthron 1764/65. Die Darstellung gilt als eine der wichtigsten Veröffentlichungen zur Geschichte des Alten Reiches in jüngerer Zeit. Ihre Überblicksdarstellung Das Heilige Römische Reich Deutscher Nation. Vom Ende des Mittelalters bis 1806 gilt auch international als eine der besten Einführungen in die Thematik.
Im Jahr 2010 gab sie einen Sammelband über die Ideengeschichte heraus. Der Band beinhaltet „eine Reihe programmatischer und einflußreicher Texte aus der amerikanischen, britischen, französischen und deutschen Wissenschaftskultur [...], die die Praxis verschiedener Spielarten von Ideengeschichte im weitesten Sinne geprägt haben und die inzwischen ihrerseits schon wieder Gegenstand der Ideengeschichte geworden sind. Darunter sind auch solche [...], die sich ausdrücklich gegen die Ideengeschichte wenden“. In ihrer Einleitung (S. 7–42) beschreibt Stollberg-Rilinger die Entwicklung der Ideengeschichtsschreibung von ihren Anfängen im 19. Jahrhundert. Ebenfalls im Jahr 2010 gab sie zusammen mit Thomas Weissbrich einen Sammelband mit sechzehn Beiträgen über die Bildlichkeit symbolischer Akte heraus. Der Band geht auf eine Tagung des Sonderforschungsbereichs 496 vom Oktober 2007 in Münster zurück. Dabei ging es „um das Ritual als Bild, das Ritual im Bild und das Bild im Ritual“. Gefragt wurde, „wie sich materielle bildliche Darstellungen symbolischer Akte als Inszenierungen zweiter Ordnung zu den Inszenierungen erster Ordnung, den Akten selbst, verhielten“. Im Jahr 2013 veröffentlichte sie eine historische Einführung über Rituale. Dabei hat sie Ritual im engeren Sinn definiert als „eine menschliche Handlungsabfolge […], die durch Standardisierung der äußeren Form, Wiederholung, Aufführungscharakter, Performativität und Symbolizität gekennzeichnet ist und eine elementare sozial strukturbildende Wirkung besitzt“.
Im Rahmen eines Fellowships am Wissenschaftskolleg zu Berlin von 2015 bis 2016 arbeitete sie an einer Biographie über Maria Theresia. Diese Darstellung veröffentlichte sie 2017 anlässlich des 300. Geburtstages der Kaiserin. In ihrer Biographie unternimmt sie auf rund 850 Seiten den Versuch, „die Figur Maria Theresia zu historisieren und in ihrer Fremdartigkeit zu betrachten“. Sie verfolgt dafür drei „Darstellungsprinzipien“: Erstens will sie „mehrere Perspektiven und Wahrnehmungsweisen“, die durchaus widersprüchlich sein können, nebeneinanderstellen, um dadurch „die natürliche Komplizenschaft der Biographin mit ihrer Figur zu vermeiden“. Zweitens versucht sie erzählerische und analytische Elemente miteinander zu verbinden, wechselt zwischen Nah- und Fernsicht sowie mikroskopischen und makroskopischen Einstellungen auf den Forschungsgegenstand. Drittens nimmt sie einen „verfremdenden, gleichsam ethnologischen Blick ein“. Dadurch will sie sich „vor falscher Vertrautheit mit [ihrer] Heldin“ hüten. In ihrer Biographie widerlegte sie zahlreiche Stereotype und stützte sich auf viele, teils weniger bekannte Quellen. So konnte sie Maria Theresias Zugänglichkeit auch für einfache Untertanen als Mythos entlarven. Sie schränkte vielmehr „den Zutritt der Untertanen gegenüber dem, was unter ihrem Vater üblich gewesen war, deutlich ein“. In ihrem Epilog stellt sie fest, dass die letzte Habsburgerin „einer jahrhundertealten Tradition der Herrschaftsethik verpflichtet“ war und nach deren Maßstäben „als vorbildliche Herrscherin erscheinen“ mochte. Doch die „alten Herrschertugenden taugten nicht mehr zur Lösung der neuen Probleme“. Auch ihr „hoch ambitioniertes Kontrollprogramm“, das aus der auch von Kaunitz und anderen Beratern geteilten Vorstellung der „Staatsmaschine“ resultierte, man „könne all das durch rationale Planung und Gestaltung ins Werk setzen und von der Zentrale aus vollständig überwachen und dirigieren“, scheiterte. „Ihre Tragik war, auf Normen zu bestehen, die kaum jemand mehr teilte, und sehenden Auges zum Scheitern verurteilt zu sein“.
Sie ist ab Band 25 (1998) Mitherausgeberin und übernahm ab Band 30 (2003) in der Nachfolge ihres Lehrers Kunisch auch die Schriftleitung der Zeitschrift für historische Forschung, die den Schwerpunkt auf dem Spätmittelalter und der Frühen Neuzeit setzt. Durch Kunisch und vor allem durch Stollberg-Rilinger als Herausgeber vollzog sich auch die konsequente Öffnung der Zeitschrift für kulturwissenschaftliche Themen. Seit 2006 ist Stollberg-Rilinger Mitherausgeberin der Fachzeitschrift Der Staat. Von 2004 bis 2008 war sie Stellvertretende Vorsitzende des Verbands der Historiker Deutschlands.

## Ehrungen und Mitgliedschaften
Für ihre Forschungen wurden Stollberg-Rilinger zahlreiche wissenschaftliche Ehrungen und Mitgliedschaften zugesprochen. Seit 1998 ist sie Mitglied in der Vereinigung für Verfassungsgeschichte und seit 2003 ordentliches Mitglied der Historischen Kommission für Westfalen. In Würdigung ihrer Leistungen wurde sie 2005 mit dem Gottfried-Wilhelm-Leibniz-Preis der Deutschen Forschungsgemeinschaft ausgezeichnet. 2006 wurde sie Mitglied der Historischen Kommission für Westfalen. Seit 2006 ist sie Mitglied der Historischen Kommission bei der Bayerischen Akademie der Wissenschaften. 2007 erhielt sie die Ehrendoktorwürde der École normale supérieure Lettres et sciences humaines in Lyon (Frankreich). Zudem wurde ihr 2007 das Bundesverdienstkreuz am Bande verliehen. Seit 2009 ist Stollberg-Rilinger ordentliches Mitglied der Berlin-Brandenburgischen Akademie der Wissenschaften, korrespondierendes Mitglied der Bayerischen Akademie der Wissenschaften und der Akademie der Wissenschaften zu Göttingen. 2012 erhielt sie den Ehrenpreis des Innovationspreises des Landes Nordrhein-Westfalen. Sie ist außerdem seit 2010 Mitglied im Wissenschaftlichen Beirat des Deutschen Historischen Museums Berlin. Von 2011 bis 2018 war sie Mitglied im Wissenschaftlichen Beirat der Gerda Henkel Stiftung, ab 2017 als dessen Vorsitzende.
Im Jahr 2012 wurde sie zum Mitglied der Leopoldina gewählt. Im November 2013 erhielt Stollberg-Rilinger für ihre Darstellung Des Kaisers alte Kleider. Verfassungsgeschichte und Symbolsprache des Alten Reiches als erste Frau den Preis des Historischen Kollegs. Ihren Festvortrag anlässlich der Verleihung des Preises des Historischen Kollegs hielt sie zur Verschiedenheit historischer Kulturen des Entscheidens. Seit 2014 ist sie korrespondierendes Mitglied der philosophisch-historischen Klasse im Ausland der Österreichischen Akademie der Wissenschaften. Im Jahr 2015 wurde sie in die Academia Europaea gewählt, 2016 in die Nordrhein-Westfälische Akademie der Wissenschaften. Ihre Biographie über Maria Theresia wurde 2017 mit dem Preis der Leipziger Buchmesse in der Sparte „Sachbuch/Essayistik“ ausgezeichnet. Stollberg-Rilinger erhielt 2017 von der Deutschen Akademie für Sprache und Dichtung den Sigmund-Freud-Preis für wissenschaftliche Prosa. Mit dieser Auszeichnung wurde von der Akademie besonders das von ihr neu entwickelte Bild vom frühneuzeitlichen Heiligen Römischen Reich sowie ihre Biographie der Kaiserin Maria Theresia gewürdigt. Außerdem wurde sie 2017 zum korrespondierenden Mitglied der British Academy ernannt. Im Jahr 2018 wurden Stollberg-Rilinger der Reuchlin-Preis der Stadt Pforzheim, der Bielefelder Wissenschaftspreis, der Meyer-Struckmann-Preis für geistes- und sozialwissenschaftliche Forschung und der Bayerische Maximiliansorden für Wissenschaft und Kunst zugesprochen.

## Schriften (Auswahl)
Monographien
- Der Staat als Maschine. Zur politischen Metaphorik des absoluten Fürstenstaats (= Historische Forschungen. Bd. 30). Duncker & Humblot. Berlin 1986, ISBN 3-428-06022-9 (Zugleich: Köln, Univ., Diss., 1985).
- Vormünder des Volkes? Konzepte landständischer Repräsentation in der Spätphase des Alten Reiches (= Historische Forschungen. Bd. 64). Duncker & Humblot, Berlin 1999, ISBN 3-428-09470-0 (Zugleich: Köln, Univ., Habil.-Schr., 1994).
- Das Heilige Römische Reich Deutscher Nation. Vom Ende des Mittelalters bis 1806 (= Beck’sche Reihe. C.-H.-Beck-Wissen 2399). 7., aktualisierte Auflage, C. H. Beck, München 2023, ISBN 978-3-406-80424-3.
  - englische Ausgabe: The Holy Roman Empire. A Short History. Translated by Yair Mintsker. Princeton University Press, Princeton, N.J. 2018, ISBN 978-1-4008-9026-2.
- Rituale (= Historische Einführungen. Bd. 16). Campus-Verlag, Frankfurt am Main u. a. 2013, ISBN 978-3-593-39956-0.
- Des Kaisers alte Kleider. Verfassungsgeschichte und Symbolsprache des Alten Reiches. 2., durchgesehene und aktualisierte Auflage, C. H. Beck, München 2013, ISBN 978-3-406-57074-2.
- Maria Theresia. Die Kaiserin in ihrer Zeit. Eine Biographie. C. H. Beck, München 2017, ISBN 978-3-406-69748-7; 5., durchgesehene Auflage, C. H Beck, München 2018, ISBN 978-3-406-69748-7.
  - englische Ausgabe: Maria Theresa. The Habsburg Empress in Her Time. Translated by Robert Savage. Princeton University Press, Princeton, N.J. 2022, ISBN 978-0-691-17906-3.
- Die Aufklärung. Europa im 18. Jahrhundert. 4. Auflage, Reclam, Leipzig 2017, ISBN 978-3-15-018882-8.

Herausgeberschaften
- Was heißt Kulturgeschichte des Politischen? (= Zeitschrift für Historische Forschung. Beihefte 35). Duncker & Humblot, Berlin 2005, ISBN 3-428-11868-5.
- mit Thomas Weissbrich: Die Bildlichkeit symbolischer Akte (= Symbolische Kommunikation und gesellschaftliche Wertesysteme. Schriftenreihe des Sonderforschungsbereichs 496. Bd. 28). Rhema, Münster 2010, ISBN 978-3-930454-91-4.
- mit André Krischer: Tyrannen. Eine Geschichte von Caligula bis Putin. Beck, München 2022, ISBN 978-3-406-79080-5.